# Mendozasaurus
Mendozasaurus là một chi khủng long, được González-Riga (as González Riga) mô tả khoa học năm 2003.